# Jan Olivetský z Olivetu starší
Jan Olivetský z Olivetu starší , též zvaný Olivetský z Heřmani, Hans Olivecensis vulgaliter Grosskopf - Hlaváč, nebo Hans ab Oliveto (? – 20. září 1547, Olomouc) byl protikatolický tiskař působící v Olomouci v letech 1538 – 1546 a v Prostějově 1543 - 1544. Za své protikatolické a posměšné tisky byl v Olomouci popraven. Stal se tak prvním mučedníkem ze všech moravských tiskařů, v souvislosti s politickými důsledky šmalkaldské války.

## Život
Byl synem tiskaře Pavla Olivetského z Meziříčí, který působil a tiskl v Litomyšli v letech 1506–1532 a v Praze v letech 1523–1532. Také jeho mladší bratr Šebestian byl tiskař. Jan přijal jméno Olivetský z Olivetu pravděpodobně v roce 1516, a to podle otcova přídomku, tj. podle lokality, kde žili – litomyšlské hory Olivetské. Jan Olivetský z Olivetu založil první tiskárnu v Olomouci, kde si postupně zakoupil dva domy a to v ulici Vodární a druhý na předhradí. Domy si pravděpodobně neudržel, protože jeho tiskárna sídlila v ulici Pekařské v pronajatém domě Jorga Jense. Veřejnou tiskárnu povolil Ferdinand I. v roce 1538. Janův první přesně datovaný olomoucký tisk byl ze dne 12. července 1538. Šlo o německé znění starobylé apokryfní četby známé jako Poručenství. V letech 1543 - 1544 měl knihtiskárnu ve mlýně v Drozdovicích nedaleko Prostějova kam se nakrátko přesídlil. Dnes se podle něj jmenuje jedna z drozdovických ulic. Do Olomouce se vrátil údajně proto, že nedokázal odolat konkurenci Jana Günthera který tam přišel z Norimberku. 25. srpna 1547 poslal podkomoří markrabství Moravského Přemek z Víckova radě města Olomouce list o činnosti Olivetského. Opatřil si výtisky traktátů a předložil je králi. Král Ferdinand dal Olomouckým rozkaz k uvěznění Olivetského. Za tuto protimonarchistickou agitaci byl vsazen do městské šatlavy a 20. září v Olomouci popraven. Dle tamější kroniky byl sťat v sedě na stolici.

## Rodina
Jan byl synem Pavla Olivetského knihtiskaře z Litomyšle a jeho manželky Bonuše Olivetské. Měl tři sourozence Šebastiána, Annu a Markétu (posléze provdanou za knihtiskaře Alexandra Oujezdeckého). Jan se oženil s Kateřinou s níž měl dva syny Albrechta a mladšího Šebastiána.

## Dílo (výběr)
- Prawa Manska. Letha Pana nasseho Gezukrysta Syna Božy ho (Olomouc, 1538)[5]
- Dyalog. To gest. Dwau Formanuo Rozmlauwanij. Petrky a Walaucha. pře potřebne (Prostějov, 1543)[6]
- Knijha tato gest o Prawem Naboženstwij Křestianskem. Skrze Bratra Benesse Baworynskeho dobre paměti (Prostějov, 1543)[7]
- Prawa a Zřijzenij Margrabstwij Morawskeho (Olomouc, 1545-46)[8]
- Almanach (Prostějov, 1544) - s pranostikú Mijstra Petra z Probosstowicz
- Kázání o večeři Páně (Prostějov 1544) - k žádosti Mr. Jana, lékaře v Mladém Boleslavi sepsané od Martina Michalce